# HeHalutz

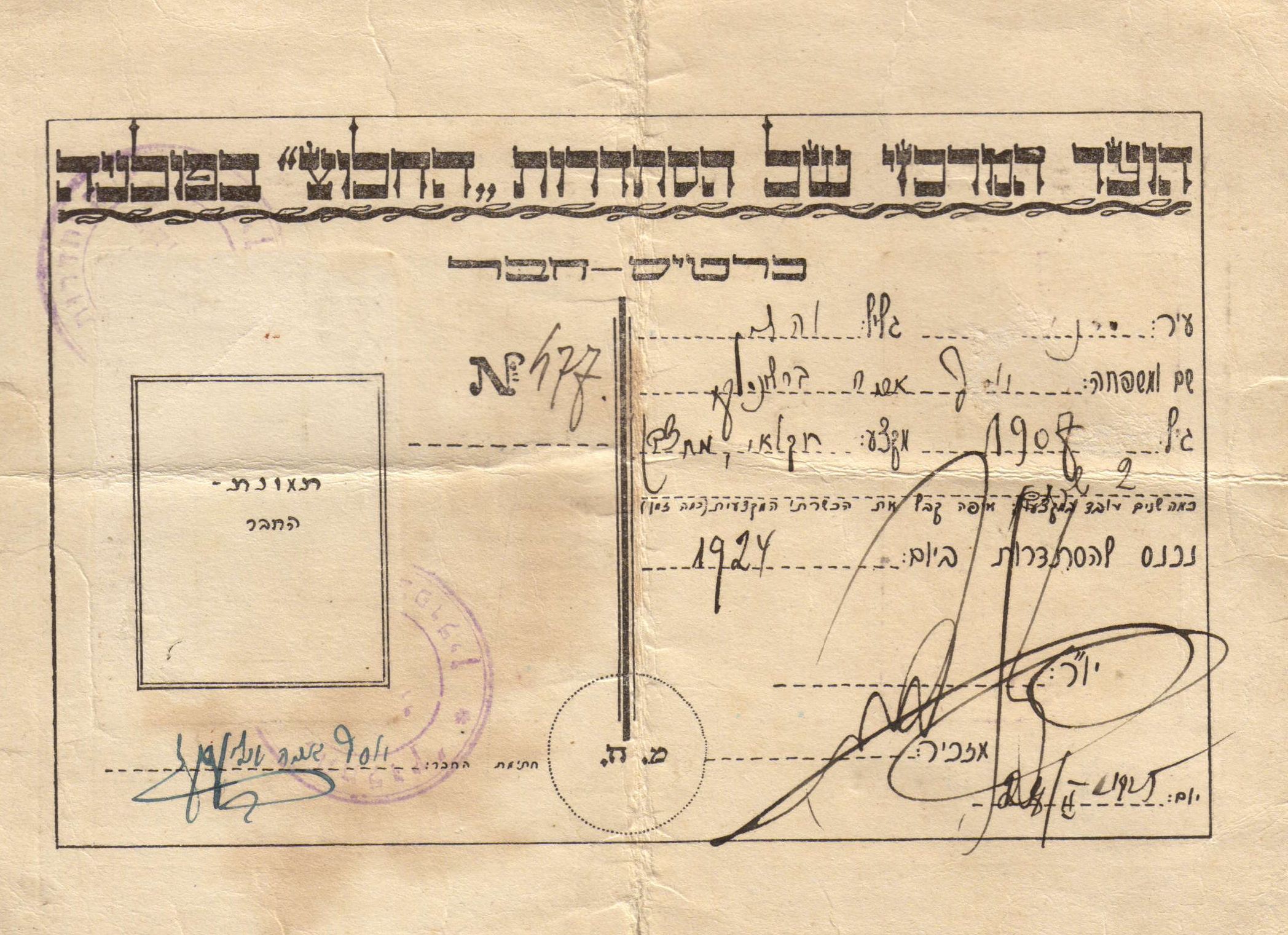
Cartão de membro polonês do HeHalutz, 1924

HeHalutz ou HeChalutz (em hebraico:  הֶחָלוּץ, "O Pioneiro") foi um movimento juvenil judeu que treinou jovens para assentamentos agrícolas na Terra de Israel. Tornou-se uma organização guarda-chuva para os primeiros movimentos juvenis sionistas.

## História

### Antes da Primeira Guerra Mundial (1905-1914)
O HeHalutz foi fundado por Eliezer Joffe nos Estados Unidos em 1905, e quase ao mesmo tempo na Rússia.

### Primeira Guerra Mundial (1914-1918)
Durante a Primeira Guerra Mundial, filiais do HeHalutz foram abertas em toda a Europa (incluindo a Rússia), América e Canadá. Os líderes da organização incluíam Yitzhak Ben-Zvi (mais tarde o segundo presidente do Estado de Israel), e David Ben-Gurion (mais tarde o primeiro primeiro-ministro de Israel) nos Estados Unidos, e Joseph Trumpeldor na Rússia.
Ben-Gurion vivia em Jerusalém no início da Primeira Guerra Mundial, onde ele e Ben-Zvi recrutaram quarenta judeus em uma milícia judaica para ajudar o exército otomano. Apesar disso, foi deportado para o Egito em março de 1915. De lá seguiu para os Estados Unidos, onde permaneceu por três anos. À sua chegada, ele e Ben-Zvi fizeram um tour por 35 cidades na tentativa de formar um "exército pioneiro" HeHalutz de 10.000 homens para lutar ao lado da Turquia. Eles conseguiram recrutar 63 voluntários. Após a Declaração Balfour de novembro de 1917, a situação mudou dramaticamente e Ben-Gurion, tendo em mente o interesse do sionismo, mudou de lado e juntou-se à recém-formada Legião Judaica do Exército Britânico, partindo para combater os turcos na Palestina.

### Entreguerras (1918-1939)

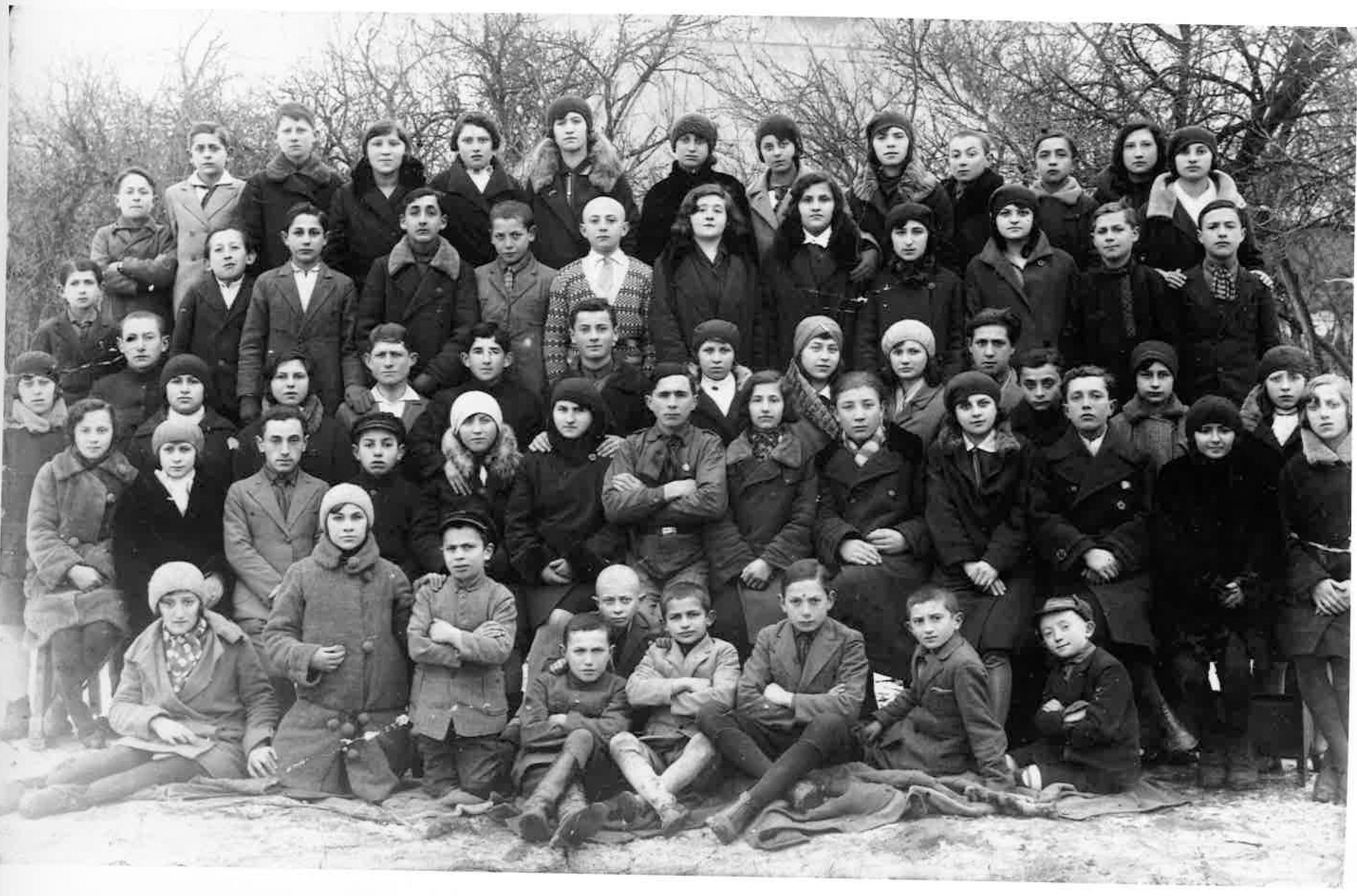
Maciejów, filial polonesa da HeHalutz Hatzair, 1930 (Cortesia da Coleção Yossef Karpus no American Folklife Center)

No seu auge, entre 1930 e 1935, a HeHalutz operou em 25 países na Europa, Norte da África, Oriente Médio e Norte da América do Sul.

#### América do Norte
Em 1932-1934, Golda Meir, mais tarde primeira-ministra de Israel, foi secretária do capítulo feminino do HeHalutz nos Estados Unidos.
Em 1932, a organização estabeleceu sede em Nova York e vinte filiais em cidades e vilas nos Estados Unidos e Canadá. Fazendas foram então estabelecidas para treinar membros para o trabalho agrícola na Palestina. Tais fazendas operavam em Cream Ridge e Hightstown, Nova Jersey; Poughkeepsie, Nova Iorque; Smithville, Ontário; e Colton, Califórnia.

#### Alemanha
Em 1933, depois que os judeus foram expulsos do mercado de trabalho na Alemanha nazista, as fazendas HeHalutz tornaram-se a principal estrutura para a formação profissional e preparação para a emigração.

#### 1939
Às vésperas da Segunda Guerra Mundial, em 1939, o HeHalutz contava com 100 mil membros em todo o mundo, com aproximadamente 60 mil já tendo emigrado (aliá) para o Mandato da Palestina, e com 16 mil membros em centros de treinamento (hakhsharot) para a vida pioneira na Terra de Israel.

### Segunda Guerra Mundial (1939-1945)
Durante a guerra e a ocupação alemã, os judeus em alguns guetos da Europa estabeleceram unidades HeHalutz, como no Gueto Šiauliai da Lituânia.

### Depois da Segunda Guerra Mundial
Na década de 1950, o HeHalutz "foi absorvido pelo Hashomer Hatzair, que sempre manteve um grande grau de autonomia. Entretanto, a Organização He-Halutz da América ainda existe."